# Baudona ochreovittata
Baudona ochreovittata là một loài bọ cánh cứng trong họ Cerambycidae.